# NHL 시리즈
《NHL 시리즈》(NHL series)는 EA 스포츠에서 발매하는 아이스 하키 게임 시리즈의 이름이다.

## 시리즈
- NHL 하키 (1991년)
- NHLPA 하키 '93（1992년)
- NHL 94 (1993년)
- NHL 95 (1994년)
- NHL 96 (1995년)
- NHL 97 (1996년)
- NHL 98 (1997년)
- NHL 99 (1998년)
- NHL 2000 (1999년)
- NHL 2001 (2000년)
- NHL 2002 (2001년)
- NHL 2003 (2002년)
- NHL 2004 (2003년)
- NHL 2005 (2004년)
- NHL 06 (2005년)
- NHL 07 (2006년)
- NHL 08 (2007년)
- X
- NHL 10 (2009년)
- NHL 11 (2010년)
- NHL 12 (2011년)
- NHL 13 (2012년)
- NHL 14 (2013년)
- NHL 15 (2014년)
- NHL 레거시 에디션 (2015년)
- NHL 16 (2015년)
- NHL 17 (2016년)